# Бернска конвенција
Бернска конвенција о заштити књижевних и уметничких дела, познатија као Бернска конвенција, je
међународни уговор који се бави заштитом дела и правима њихових аутора. Први пут је прихваћен у Берну, Швајцарска 1886. године.

## Принципи
Ова Конвенција садржи низ одредби којима се одређује минимална заштита која се додељује, а заснована је на три основна принципа:
1. Дела пореклом из једне од држава које су потписале Уговор (тј. дела чији је аутор држављанин такве државе или дела која су први пут објављена у таквој држави) морају имати једнаку заштиту у свакој од других држава потписница Уговорa као и последња дела соптвених држављана (принцип националног третмана).
2. Заштита не може бити условњена поштовањем формалности (принцип аутоматске заштите).
3. Заштита не зависи од постојања заштите у земљи порекла дела (принцип независности заштите). Ако, држава, једна од оних која је потписала Уговор, обезбеди дужи рок заштите од минимума прописаног Конвенцијом и дело престане да буде заштићено у земљи порекла, заштита се може ускратити након престанка заштите у земљи порекла.[2]

Минимални стандарди заштите односе се на дела и права која се штите и на трајање заштите. Што се тиче дела, заштита мора обухватити сваку продукцију у књижевном, научном и уметничком домену, без обзира на начин или облик њеног изражавања (члан 2 (1) Конвенције).
Подложно одређеним дозвољеним резервама, ограничењима или изузецима, следећа су међу правима која морају бити призната као искључива права овлашћења:
- право на превод,
- право на прилагођавање и уређење дела,
- право наступа у јавним драмским, драмско-музичким и музичким делима,
- право на јавно рецитовање књижевних дела,
- право да се јавност обавести о извођењу таквих дела,
- право на емитовање (уз могућност да држава уговорница може да пружи пуко право на правичну накнаду уместо права овлашћења),
- право на репродукцију на било који начин или у било којем облику (уз могућност да држава уговорница може, у одређеним посебним случајевима, дозволити репродукцију без одобрења, под условом да репродукција није у супротности са уобичајеном експлоатацијом дела и не преиспитује неразумно легитимни интереси аутора и могућност да држава уговорница у случају звучних записа музичких дела може пружити право на правичну накнаду),
- право на коришћење дела као основе за аудиовизуелно дело и право на репродукцију, дистрибуцију, јавно извођење или саопштавање јавности тог аудиовизуелног дела.[2]

Конвенција такође предвиђа „морална права“, то јест право на полагање права на ауторство дела и право на приговор на било какво сакаћење, деформацију или другу модификацију или другу понижавајућу акцију у вези са делом која би била штетна на част или углед аутора.

## Применљивост
Према члану 3, заштита Конвенције односи се на држављане и становнике земаља које су потписнице конвенције, као и на дела која су први пут објављена или истовремено објављена (према члану 3(4), истовремено се дефинише као у року од 30 дана) земља која је потписница конвенције. Према члану 4, то се такође односи на кинематографска дела лица која имају седиште или уобичајено пребивалиште у земљи странке и на архитектонска дела која се налазе у земљи странке.

### Земља порекла
Према члану 3, заштита Конвенције односи се на држављане и становнике земаља које су потписнице конвенције, као и на дела која су први пут објављена или истовремено објављена (према члану 3(4), истовремено се дефинише као у року од 30 дана), дефинише се држава са најкраћим роком заштите као земља порекла.
За дела која су истовремено објављена у земљи странке и једној или више странака, земља странке је земља порекла. За необјављена дела или дела која су први пут објављена у нестраначкој земљи (без објављивања у року од 30 дана у земљи странке), држављанство аутора обично наводи земљу порекла, ако је држављанин државе странке. (Постоје изузеци за филмска и архитектонска дела.)

### Појам ауторских права
Бернска конвенција наводи да ће сва дела, осим фотографских и кинематографских, бити заштићена ауторским правима најмање 50 година након ауторове смрти, али странке могу слободно пружити дуже рокове.
Ако је аутор непознат јер је, на пример, аутор био намерно анониман или је радио под псеудонимом, Конвенција предвиђа период од 50 година након објављивања („након што је дело законито стављено на располагање јавности“). Међутим, ако идентитет аутора постане познат, примењује се израз о ауторским правима за познате ауторе (50 година након смрти).

## Историја
Бернска конвенција развијена је на потицај Виктора Игоа из Међународнe књижевнe и уметничкe асоцијацијe (фр. Association Littéraire et Artistique Internationale).

Бернска конвенција кренула је стопама Паришке конвенције за заштиту индустријске својине из 1883. године, која је на исти начин створила оквир за међународну интеграцију осталих врста интелектуалне својине: патената, жигова и индустријског дизајна. Као и Паришка конвенција, Бернска конвенција основала је биро за обављање административних задатака. 1893. године ова два мала бироа су се спојила и постала Уједињени међународни бирои за заштиту интелектуалне својине (најпознатији под француском скраћеницом БИРПИ), смештени у Берну.
Бернска конвенција довршена је у Паризу 1886. године, ревидирана у Берлину 1908. године, довршена у Берну 1914. године, ревидирана у Риму 1928. године, у Бриселу 1948. године, у Стокхолму 1967. године и у Паризу 1971. године, а допуњена је 1979. године.